# Sadig Rahimov
Pour les articles homonymes, voir Rahimov.
Sadykh Rahimov (en azéri : Sadıq Hacı Yarəli oğlu Rəhimov ; né le 27 septembre 1914 à Balakhani et mort le 11 juin 1975 à Bakou) est un homme d'État soviétique et membre du Parti communiste de l'Union soviétique. 

## Biographie
Sadykh Rahimov naît dans la famille d'un ouvrier du pétrole. En 1932, il est diplômé du Collège de pétrole de Bakou nommé d'après Lassalle. Il travaille comme technicien en mécanique et directeur de magasin à l'usine de chaussures de Bakou.
En 1937, il est diplômé par contumace de l'Institut industriel d'Azerbaïdjan M. Azizbekov. Après l'institut il devient mécanicien en chef, puis directeur d'usine.
En 1941, il termine l'école supérieure du Comité central du Parti communiste des bolcheviks de toute l'Union. En 1941-1942, il est participant de la « Grande Guerre patriotique » en tant que chef du département politique de la 160e division. Il est démobilisé pour cause de blessure.

## Parcours professionnel
- Commissaire du Peuple, 1942-1946 ;
- Ministre de l'Industrie Textile de la RSS d'Azerbaïdjan, 1946-1949 ;
- Ministre de l'industrie légère de la RSS d'Azerbaïdjan, 1949-1952 ;
- Président du comité exécutif du conseil régional de Kirovabad (Ganja), 1952-1953 ;
- Ministre de l'industrie des biens de consommation de la RSS d'Azerbaïdjan, 1953-1954 ;
- Président du Conseil des ministres de la RSS d'Azerbaïdjan, 1954-1958 ;
- Président du Comité d'État auprès du Conseil des ministres de la RSS d'Azerbaïdjan pour la surveillance de la sécurité du travail dans l'industrie et la surveillance minière, 1958-1961 ;
- Directeur de Glavbakstroy, 1961-1965 ;
- Ministre de l'Industrie légère de la RSS d'Azerbaïdjan, 1965-1975 ;
- Député du Soviet suprême de l'URSS[3].